# Marsel Islamkulov
Marsel Islamkulov (Kant, 18 de abril de 1994) es un futbolista kirguís que juega en la demarcación de portero para el FC Abdish-Ata Kant de la Liga de fútbol de Kirguistán.

## Selección nacional
Tras jugar en las categorías inferiores de la selección, finalmente hizo su debut con la selección absoluta de Kirguistán el 5 de enero de 2024 contra Siria en un partido amistoso que finalizó con un resultado de empate a uno tras el gol de Ibrahim Hesar para Siria, y de Ayzar Akmatov para Kirguistán

## Clubes
| Club               | País       | Año       | Partidos | Goles |
| ------------------ | ---------- | --------- | -------- | ----- |
| FC Abdish-Ata Kant | Kirguistán | 2011-2022 |          |       |
| FC Zhenis          | Kazajistán | 2013-2014 | 35       | 0     |
| FC Baikonur        | Kazajistán | 2015      | 9        | 0     |
| FC Kaisar          | Kazajistán | 2016-2022 | 78       | 0     |
| FC Aksu            | Kazajistán | 2022      | 12       | 0     |
| FC Abdish-Ata Kant | Kirguistán | 2023-     | 26       | 0     |